# 日沖発
日沖 発（ひおき はつ、1983年7月18日 - ）は、日本の男性総合格闘家。愛知県名古屋市出身。stArt Japan主宰。第4代TKO世界フェザー級王者。第3代SRCフェザー級王者。第9代修斗世界フェザー級王者
愛称は修斗の子で、由来は修斗が誕生したのと同じ年に生まれたから。打・投・極、全てにおいて高いレベルを誇る。

## 来歴
中学時代にブラジリアン柔術を始め、15歳から修斗を始めた。
2001年9月24日、第8回全日本アマチュア修斗選手権大会ライト級に出場し、3位となった。
2002年10月6日、修斗でプロデビュー。
2003年7月13日、修斗ライト級新人王トーナメントの2回戦で高谷裕之と対戦し、判定負け。
2005年7月3日、SHOOTO GIG CENTRAL Vol.8で門脇英基と対戦し、腕ひしぎ十字固めで一本勝ち。
2006年5月5日、カナダで開催されたTKO世界フェザー級タイトルマッチで王者のマーク・ホーミニックに挑戦し、2Rに三角絞めで見込み一本勝ちを収め王座獲得に成功した。
2006年8月26日、PRIDE初出場となったPRIDE 武士道 -其の十二-でジェフ・カランと対戦し、3-0の判定勝ち。
2007年2月9日、TKO 28のTKO世界フェザー級タイトルマッチで挑戦者のマーク・ホーミニックと再戦し、2-0の判定勝ちを収め王座の初防衛に成功した。試合後にはジョルジュ・サンピエールから祝福された。
2007年5月18日、修斗 BACK TO OUR ROOTS 03でアントニオ・カルバーリョと対戦し、判定負け。
2008年10月3日、TKO 35のTKO世界フェザー級タイトルマッチで挑戦者のティエリー・クイーンビルと対戦し、三角絞めで一本勝ちを収め2度目の王座防衛に成功した。
2008年11月29日、修斗で佐藤ルミナと対戦し、マウントパンチでTKO勝ち。

### 戦極・SRC
2009年3月20日、戦極初出場となった戦極 〜第七陣〜のフェザー級（65 kg）グランプリ1回戦でクリス・マニュエルと対戦し、腕ひしぎ三角固め（戦極の公式記録は腕ひしぎ十字固め）で一本勝ちを収めた。
2009年5月2日、戦極 〜第八陣〜のフェザー級グランプリ2回戦でロニー・牛若と対戦し、三角絞めで一本勝ちを収めた。
2009年8月2日、戦極 〜第九陣〜のフェザー級グランプリ準決勝で金原正徳と対戦し、判定勝ちを収めた。しかし、頭部へのダメージなどによりドクターストップがかかり、決勝進出ならず。
2009年11月7日、戦極 〜第十一陣〜のフェザー級チャンピオンシップ挑戦者決定戦で幻の決勝戦の相手であった小見川道大と対戦し、ベストバウト賞を受賞する熱戦を繰り広げたが1-2の判定負け。
2010年5月30日、修斗世界ライト級タイトルマッチで王者のリオン武に挑戦し、2-1の判定勝ちを収め王座獲得に成功した。
2010年8月22日、SRC14でジェフ・ローソンと対戦し、三角絞めで一本勝ちを収めた。
2010年12月30日、戦極 Soul of FightでSRCフェザー級王者マルロン・サンドロに挑戦し、3-0の判定勝ちを収め王座獲得に成功した。
2011年4月29日、修斗伝承 2011でKOTC世界バンタム級（66 kg）王者のドナルド・サンチェスと対戦し、三角絞めで一本勝ちを収めた。
2011年5月31日、修斗世界ライト級王座を返上。6月25日、SRCフェザー級王座を返上。

### UFC
2011年10月29日、UFC初出場となったUFC 137でジョージ・ループと対戦し、2-1の判定勝ち。
2012年2月26日、日本で開催されたUFC 144でバート・パラゼウスキーと対戦し、3-0の判定勝ち。UFC2連勝となった。
2012年6月22日、UFC on FX 4でリカルド・ラマスと対戦し、0-3の判定負け。UFC初の敗戦となった。
2013年1月26日、UFC on FOX 6でクレイ・グイダと対戦し、1-2の判定負け。
2013年8月28日、UFC Fight Night: Condit vs. Kampmann 2でダレン・エルキンスと対戦し、0-3の判定負け。
2014年3月1日、UFC Fight Night: Kim vs. Hathawayでアイヴァン・メンジバーと対戦し、3-0の判定勝ち。
2014年6月28日、UFC Fight Night: Te Huna vs. Marquardtでチャールズ・オリベイラと対戦し、モディファイド・アナコンダで一本負け。
2015年5月10日、UFC Fight Night: Miocic vs. Huntでダン・フッカーと対戦し、2RKO負け。
2016年1月31日、パンクラス初出場となったPANCRASE 275で横山恭典と対戦し、1Rチョークスリーパーで一本勝ち。
2017年3月1日、愛知県名古屋市にstArt japanを開設した。
2017年10月8日、PANCRASE 290で高谷裕之と再戦し、1Rにカウンターの右フックでダウンしたところにパウンドをもらいレフェリーストップによるTKO負け。
2018年8月12日、RIZIN.12で朝倉未来と対戦し、1Rにハイキックでダウンを奪われパウンドでTKO負けを喫した。

## 戦績

### プロ総合格闘技
| 総合格闘技 戦績 | 総合格闘技 戦績 | 総合格闘技 戦績 | 総合格闘技 戦績 | 総合格闘技 戦績 | 総合格闘技 戦績 | 総合格闘技 戦績 |
| --------------- | --------------- | --------------- | --------------- | --------------- | --------------- | --------------- |
| 43 試合         | (T)KO           | 一本            | 判定            | その他          | 引き分け        | 無効試合        |
| 29 勝           | 5               | 12              | 12              | 0               | 2               | 0               |
| 12 敗           | 4               | 1               | 7               | 0               | 2               | 0               |

| 勝敗 | 対戦相手                 | 試合結果                             | 大会名                                                                                           | 開催年月日     |
| ×    | 朝倉未来                 | 1R 3:45 TKO（左ハイキック→パウンド） | RIZIN.12                                                                                         | 2018年8月12日  |
| ×    | 高谷裕之                 | 1R 1:12 TKO（右フック→パウンド）     | PANCRASE 290                                                                                     | 2017年10月8日  |
| ×    | 田中半蔵                 | 1R 0:14 KO（左フック）               | PANCRASE 287                                                                                     | 2017年5月29日  |
| ○    | 内村洋次郎               | 5分3R終了 判定3-0                    | PANCRASE 278                                                                                     | 2016年6月12日  |
| ○    | 横山恭典                 | 1R 1:35 チョークスリーパー           | PANCRASE 275                                                                                     | 2016年1月31日  |
| ×    | ダン・フッカー           | 2R 4:13 KO（左ハイキック→パウンド）  | UFC Fight Night: Miocic vs. Hunt                                                                 | 2015年5月10日  |
| ×    | チャールズ・オリベイラ   | 2R 4:32 モディファイド・アナコンダ   | UFC Fight Night: Te Huna vs. Marquardt                                                           | 2014年6月28日  |
| ○    | アイヴァン・メンジバー   | 5分3R終了 判定3-0                    | UFC Fight Night: Kim vs. Hathaway                                                                | 2014年3月1日   |
| ×    | ダレン・エルキンス       | 5分3R終了 判定0-3                    | UFC Fight Night: Condit vs. Kampmann 2                                                           | 2013年8月28日  |
| ×    | クレイ・グイダ           | 5分3R終了 判定1-2                    | UFC on FOX 6: Johnson vs. Dodson                                                                 | 2013年1月26日  |
| ×    | リカルド・ラマス         | 5分3R終了 判定0-3                    | UFC on FX 4: Maynard vs. Guida                                                                   | 2012年6月22日  |
| ○    | バート・パラゼウスキー   | 5分3R終了 判定3-0                    | UFC 144: Edgar vs. Henderson                                                                     | 2012年2月26日  |
| ○    | ジョージ・ループ         | 5分3R終了 判定2-1                    | UFC 137: Penn vs. Diaz                                                                           | 2011年10月29日 |
| ○    | ドナルド・サンチェス     | 2R 1:36 三角絞め                     | 修斗伝承 2011                                                                                    | 2011年4月29日  |
| ○    | マルロン・サンドロ       | 5分5R終了 判定3-0                    | 戦極 Soul of Fight 【SRCフェザー級チャンピオンシップ】                                           | 2010年12月30日 |
| ○    | ジェフ・ローソン         | 1R 2:09 三角絞め                     | SRC14                                                                                            | 2010年8月22日  |
| ○    | リオン武                 | 5分3R終了 判定2-1                    | 修斗 The Way of SHOOTO 03 〜Like a Tiger, Like a Dragon〜 【修斗世界ライト級チャンピオンシップ】 | 2010年5月30日  |
| ×    | 小見川道大               | 5分3R終了 判定1-2                    | 戦極 〜第十一陣〜 【フェザー級チャンピオンシップ挑戦者決定戦】                                   | 2009年11月7日  |
| ○    | 金原正徳                 | 5分3R終了 判定3-0                    | 戦極 〜第九陣〜 【フェザー級グランプリ2009 準決勝】                                              | 2009年8月2日   |
| ○    | ロニー・牛若             | 1R 3:09 三角絞め                     | 戦極 〜第八陣〜 【フェザー級グランプリ2009 2回戦】                                               | 2009年5月2日   |
| ○    | クリス・マニュエル       | 1R 4:12 腕ひしぎ三角固め             | 戦極 〜第七陣〜 【フェザー級グランプリ2009 1回戦】                                               | 2009年3月20日  |
| ○    | 佐藤ルミナ               | 1R 3:32 TKO（マウントパンチ）        | "修斗伝承 04" ROAD TO 20th ANNIVERSARY                                                           | 2008年11月29日 |
| ○    | ティエリー・クイーンビル | 1R 4:14 三角絞め                     | TKO 35: Quenneville vs. Hioki 【TKO世界フェザー級タイトルマッチ】                                | 2008年10月3日  |
| △    | 中村"アイアン"浩士       | 5分3R終了 判定0-1                    | 修斗 SHOOTO GIG CENTRAL Vol.15                                                                   | 2008年8月3日   |
| ○    | バレット・ヨシダ         | 1R 4:51 TKO（マウントパンチ）        | 修斗 BACK TO OUR ROOTS 08                                                                        | 2008年3月28日  |
| ○    | 戸井田カツヤ             | 2R 4:30 腕ひしぎ十字固め             | 修斗 BACK TO OUR ROOTS 07                                                                        | 2008年1月26日  |
| ○    | ブライアン・ゲラティー   | 5分3R終了 判定3-0                    | HEAT5 〜MEGA BATTLE HEAT from NAGOYA〜                                                           | 2007年11月25日 |
| ×    | キム・ジョンマン         | 5分3R終了 判定1-2                    | 修斗 SHOOTO GIG CENTRAL Vol.13                                                                   | 2007年10月8日  |
| ×    | アントニオ・カルバーリョ | 5分3R終了 判定1-2                    | 修斗 BACK TO OUR ROOTS 03                                                                        | 2007年5月18日  |
| ○    | マーク・ホーミニック     | 5分5R終了 判定2-0                    | TKO 28: Inevitable 【TKO世界フェザー級タイトルマッチ】                                           | 2007年2月9日   |
| ○    | キム・ビョンジョ         | 1R 1:32 TKO（ドクターストップ）      | 修斗 SHOOTO GIG CENTRAL Vol.11                                                                   | 2006年11月26日 |
| ○    | ジェフ・カラン           | 2R（10分/5分）終了 判定3-0           | PRIDE 武士道 -其の十二-                                                                          | 2006年8月26日  |
| ○    | マーク・ホーミニック     | 2R 5:00 三角絞め                     | TKO 25: Confrontation 【TKO世界フェザー級タイトルマッチ】                                        | 2006年5月5日   |
| △    | バオ・クァーチ           | 5分3R終了 判定1-1                    | 修斗 SHOOTO GIG CENTRAL Vol.9                                                                    | 2006年2月26日  |
| ○    | トム・ニーニマキ         | 1R 3:03 腕ひしぎ十字固め             | 修斗                                                                                             | 2005年11月6日  |
| ○    | 門脇英基                 | 2R 3:34 腕ひしぎ十字固め             | 修斗 SHOOTO GIG CENTRAL Vol.8                                                                    | 2005年7月3日   |
| ○    | ジョー・ピアソン         | 1R 1:35 TKO（マウントパンチ）        | 修斗 SHOOTO GIG CENTRAL Vol.7                                                                    | 2005年3月27日  |
| ○    | 椎木努                   | 5分2R終了 判定3-0                    | 修斗 SHOOTO GIG CENTRAL Vol.6                                                                    | 2004年9月12日  |
| ○    | 南部陽平                 | 5分2R終了 判定3-0                    | 修斗 SHOOTO GIG CENTRAL Vol.5                                                                    | 2004年3月28日  |
| ×    | 高谷裕之                 | 5分2R終了 判定0-3                    | 修斗 【新人王トーナメント ライト級 2回戦】                                                       | 2003年7月13日  |
| ○    | 甘利芳紀                 | 2R 2:38 腕ひしぎ三角固め             | 修斗 SHOOTO GIG CENTRAL Vol.3                                                                    | 2003年3月30日  |
| ○    | エドワード・バトン       | 1R 4:11 TKO（バックマウントパンチ）  | 修斗 TREASURE HUNT 11                                                                            | 2002年11月15日 |
| ○    | 菅谷Gatch正徳            | 1R 2:29 スリーパーホールド           | 修斗 SHOOTO GIG CENTRAL Vol.2                                                                    | 2002年10月6日  |

### アマチュア総合格闘技
| 勝敗 | 対戦相手   | 試合結果            | 大会名                                              | 開催年月日    |
| ×    | 風田陣     | 4分1R終了 判定20-21 | 第8回全日本アマチュア修斗選手権 【ライト級 準決勝】 | 2001年9月24日 |
| ○    | 石澤大介   | 4分1R終了 判定25-22 | 第8回全日本アマチュア修斗選手権 【ライト級 2回戦】  | 2001年9月24日 |
| ○    | 久保田俊宏 | 4分1R終了 旗判定2-1 | 第8回全日本アマチュア修斗選手権 【ライト級 1回戦】  | 2001年9月24日 |

## 獲得タイトル
- 第4代TKO世界フェザー級王座（2006年）
- 第9代修斗世界ライト級王座（2010年）
- 第3代SRCフェザー級王座（2010年）

## 表彰
- 戦極 ベストバウト賞（2回）